# Грильяж (кондитерський виріб)
Грилья́ж (від фр. grillage — смаження) — цукерки, виготовлені з розплавленого та частково карамелізованого цукру змішаного з підсмаженими покришеними горіхами. Можуть заливатись шоколадом